# Chöömej

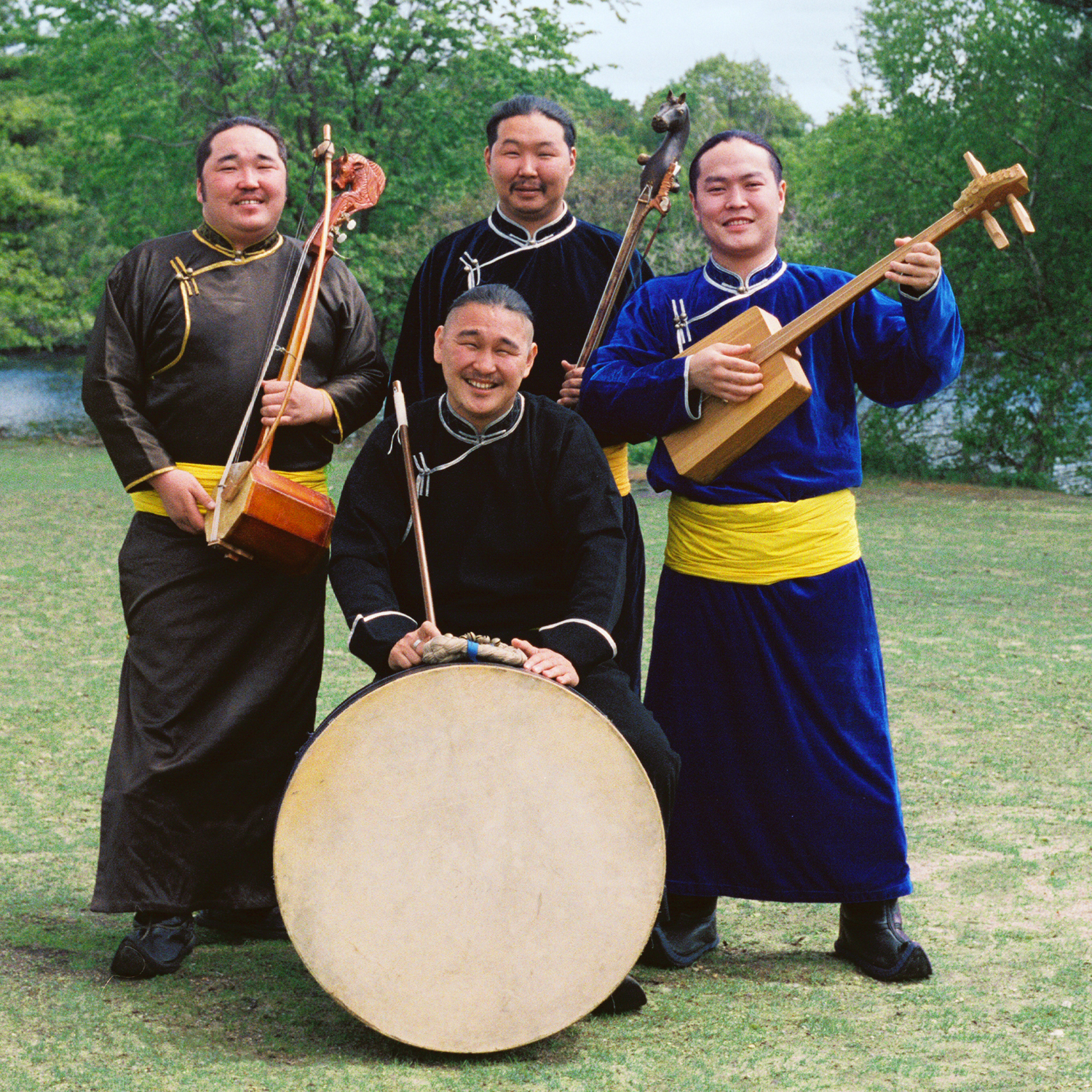
Chöömej

Chöömej (tuwiński хөөмей; mong. хөөмий, chöömij; chiń. upr. 呼麦; chiń. trad. 呼麥; pinyin hūmài) – rodzaj mongolskiego gardłowego śpiewu ludowego (gardłowego) spotykanego w tuwińskiej i mongolskiej muzyce ludowej.
Słowa tego używa się zarówno na określenie jednego ze stylów tuwińskiego gardłowego śpiewu, jak i szerzej na wszystkie jego rodzaje. Muzyka ta zainspirowana jest życiem na stepach i słowa piosenek często opowiadają o koniach. Tuwiński śpiew zainspirował muzykę wielu innych kultur – w starożytności zaadaptowali go mnisi tybetańscy, zaś współcześnie robią to amerykańscy muzycy new age.
Śpiew gardłowy to zwykle alikwotowy akord w formie burdonu z melodią w rejestrze najwyższym, która ma ograniczony ambitus. Ta technika wokalna pozwala na jednoczesne wydobywanie z gardła kilku niezależnych od siebie dźwięków, od niskich, przypominających dźwięk didgeridoo (styl kargyraa), aż po wysokie poświsty (styl sygyt), przywodzące na myśl japoński, buddyjski flet shakuhachi. Najwybitniejsi śpiewacy potrafią wytworzyć nawet cztery różne dźwięki równocześnie.
Współcześni tuwińscy wykonawcy posługujący się techniką chöömej:
- Giennadij Czamzyryn, znany jako Gendos
- Sainkho Namtchylak
- Shu-De
- Huun-Huur-Tu
- Yat-Kha (łączący tradycyjne techniki z psychodelicznym punk rockiem)
- Bugotak
- Chirgilchin
- Kongar-Ool Ondar
- Oleg Kuular
- Mongoun-Ool Ondar
- Alash

W 2009 roku sztuka śpiewu techniką chöömej została wpisana na listę niematerialnego dziedzictwa UNESCO.